# Chasmanthera
Chasmanthera Hochst. – rodzaj roślin z rodziny miesięcznikowatych (Menispermaceae). Obejmuje co najmniej 2 gatunki występujące naturalnie na obszarze od Kamerunu i Gabonu aż po Tanganikę i Zambię.

## Systematyka
Pozycja systematyczna według APweb (aktualizowany system APG III z 2009)
Rodzaj z rodziny miesięcznikowatych (Menispermaceae).
Wykaz gatunków
- Chasmanthera dependens Hochst.
- Chasmanthera welwitschii Troupin